# Ковач (Албанија)
Ковач (алб. Kovaç) је насељено место у општини Тропоја у округу Кукеш, Албанија. Према попису из 1989. године било је 532 становника.
Према османском попису из 1485. године за Алтин, Ковачи има 15 кућа.
Ковач су једно од насеља племена Гаши.